# Blas Medrano
Blas Medrano  general mexicano de la tribu ópata, que se distinguió por su adhesión al Gobierno y fue asesinado por los apaches en abril de 1835 en unión de toda su familia.
El General Blas Medrano viene a sustituir en la representación de los opatas al General Juan Guiriso. Esto después de que se incrementara la intranquilidad entre los Ópatas del centro y del noreste del estado de Sonora, ya que el eran agitados por el General Guiriso. El 8 de febrero de 1833, el señor Isidro Montaño, jefe del ayuntamiento de Moctezuma, informó al gobernador del Estado que los naturales del lugar solicitaban que se nombrara general de los Ópatas a Blas Medrano en sustitución de Juan Guiriso. Ante la Inminencia de una rebelión de consecuencias imprevisibles, el gobierno aprovechó la oportunidad de restarle fuerza al movimiento que encabezaba Guiriso y apoyó la solicitud de  los indígenas de Moctezuma.
En un principio divididos, fue hasta el final del año 1833 que los ópatas apoyaron en su totalidad al General Blas Medrano. Las inquietudes de los ópatas tenían su origen en la tenencia de la tierra, ya que cada vez era mayor la ocupación que tenían los particulares sobre tierras comunales indígenas. Este problema se veía mayormente en Aconchi.
El general Blas Medrano recorrió hasta fines de 1834 todo el territorio ópata recogiendo inquietudes de los indígenas y haciéndoselas llegar al gobernador para su solución. Al reanudarse las visitas a los pueblos en abril de 1835, en un lugar llamado la Pithaya, seis leguas al oriente de Sahuaripa, fue asesinado junto con su esposa y tres hijos. Los informes proporcionados por el gobernador ópata de Sahuaripa manifestaban que el crimen había sido cometido por sus más acérrimos enemigos, los apaches.
Después de este asesinato los ópatas de la región de Sahuaripa y los de la región de Ures se levantaron en armas y sublevaron contra el gobierno del Estado, dirigidos por Albino Acosta. Fue comisionado para combatirlos el capitán José Ignacio Ortega. Con el fin de evitar estas inquietudes, el gobierno de la República, a través del ministro de Guerra, le transcribía al gobernador un oficio firmado por el primer secretario del Interior donde le ordenaba que entregaran a los indígenas ópatas los títulos legítimos de las tierras que les pertenecían.